# 星湖站
星湖站（朝鲜语：성호역；）曾为朝鲜铁路白川線上的一个车站，位于黄海南道白川郡，启用及废止时间不明。